# Paulo Rangel
Paulo Artur dos Santos Castro de Campos Rangel (Vila Nova de Gaia, 18 de febrero de 1968) es un jurista y político portugués del Partido Socialdemócrata (PSD) que ha sido Ministro de Asuntos Exteriores desde 2024, en el XXIV Gobierno Constitucional, encabezado por Luís Montenegro.
Anteriormente, Rangel se desempeñó como miembro del Parlamento Europeo entre 2009 y 2024. También se desempeña como tesorero del Partido Popular Europeo bajo el liderazgo de su presidente Manfred Weber.

## Trayectoria
Rangel fue miembro del Parlamento Europeo (MEP) desde las elecciones europeas de 2009. De cara a las elecciones europeas de 2014, el PSD nombró a Rangel al frente de su lista. En las elecciones europeas de 2019, volvió a ser el candidato principal de su partido. 
En el parlamento, Rangel formó parte de la Comisión de Asuntos Constitucionales desde 2009. En esa capacidad, redactó el informe del parlamento de 2010 sobre el acuerdo marco entre la Comisión Europea y el Parlamento, que exigía que a los eurodiputados se les debería permitir participar en negociaciones internacionales que conduzcan a acuerdos que necesitan respaldo parlamentario.  En 2014, se convirtió en vicepresidente del comité. Se convirtió en miembro del Grupo de Trabajo de la Conferencia sobre el Futuro de Europa.
En 2019, Rangel también se incorporó a la Comisión de Libertades Civiles, Justicia y Asuntos de Interior . En este cargo, se desempeñó como relator del parlamento sobre la adhesión de Croacia a la zona Schengen.
Al ingresar al parlamento, Rangel fue elegido como uno de los vicepresidentes del Grupo del Partido Popular Europeo . Dentro del Partido Popular Europeo, presidió el Grupo de Trabajo sobre la membresía del PPE desde 2016.  En este cargo, decidió en particular suspender el partido Fidesz en 2020. En 2021, también fue nombrado miembro del grupo de trabajo del grupo del PPE por proponer cambios en su reglamento interno para permitir "la posibilidad de la terminación colectiva de la membresía de un grupo de diputados en lugar de solo la membresía individual", junto con Esteban González. Pons, Jan Olbrycht, Esther de Lange y Othmar Karas.

## Otras actividades
- Grupo RAR, Presidente del Consejo de la Junta General de Accionistas
- Associação Comercial do Porto (ACP), Miembro del Consejo